# Megarhyssa praecellens
Megarhyssa praecellens är en stekelart som först beskrevs av Tosquinet 1889.  Megarhyssa praecellens ingår i släktet Megarhyssa och familjen brokparasitsteklar. Inga underarter finns listade i Catalogue of Life.